# A Counterfeit Santa Claus (film 1912)
A Counterfeit Santa Claus è un cortometraggio muto del 1912 diretto da Hardee Kirkland. Sceneggiato da Malcolm Douglas, ha come interpreti Harry Lonsdale, Adrienne Kroell, Tommy Flynn, Mac Barnes e Rose Evans.

## Trama
Un padre, troppo povero per comperare ai propri figli i regali di Natale, vede come unica soluzione quella di andare a rubare. Sarà salvato dallo spirito del Natale che indurrà un filantropo a dargli un lavoro così da poter provvedere ai bisogni della sua famiglia.

## Produzione
Il film fu prodotto da William Nicholas Selig per la sua compagnia, la Selig Polyscope Company.

## Distribuzione
Distribuito dalla General Film Company, il film - un cortometraggio di una bobina - uscì nelle sale cinematografiche statunitensi il 25 novembre 1912.